# Knocknarea

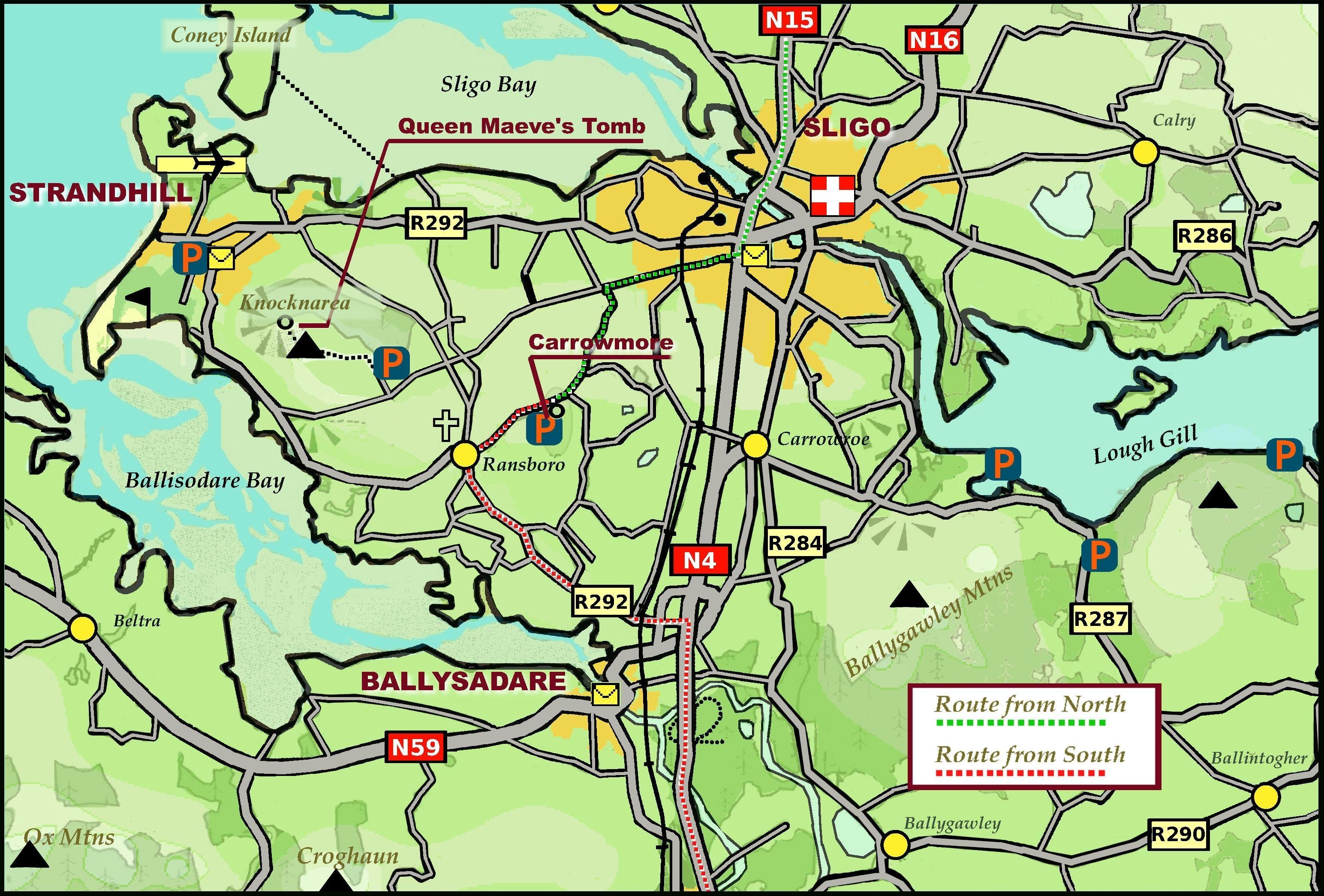
Lageplan

Der Knocknarea (irisch Cnoc na Riabh) ist ein 327 m hoher, monolithischer Berg aus Kalkstein auf der Coolera-Halbinsel (Cúil Iorra) in der irischen Grafschaft Sligo und neben dem Ben Bulben die zweite markante Erhebung in der Nähe der Stadt Sligo. Der Berg fällt von weitem durch seine gleichmäßig abgerundete Form und den Steinhügel auf, der vor etwa 5000 Jahren auf seinem Gipfel errichtet wurde.

## Name
Die Übersetzung des Namens ist strittig.
Cnoc bedeutet „Hügel“, riabh bedeutet „Streifen“, demnach „Streifenhügel“. Jedoch wird -rea auch als ré („Mond“) oder rí („König“) gedeutet, Knocknarea könnte also auch „Mondberg“ oder „Königshügel“ bedeuten.
Die große Zahl der Besucher hat zu einer bedenklichen Erosion des Hügels geführt. Besucher klettern auf den Hügel und zerstörten so die Grasnarbe, die das Abrutschen von Steinen verhinderte, und entnahmen Steine der Hügelschüttung, um ihre Namen im Heidekraut auszulegen. Der gutgemeinte Aufruf, doch lieber Steine zu Maeves Grab zu bringen, statt sie zu entfernen, hat zum Anwachsen eines kleinen neuen Hügels auf der Spitze des Grabes geführt, der die Gestalt der ursprünglich vermutlich flachen Hügelspitze verfälscht.

## Archäologische Funde

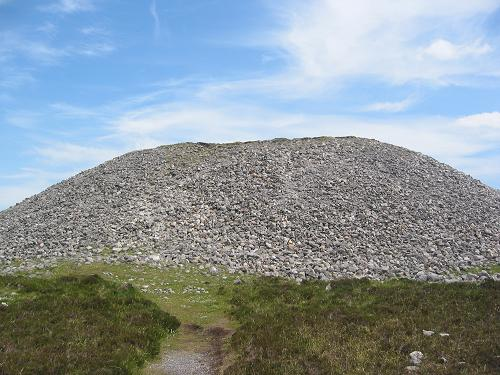
Der Grabhügel „Miosgán Meadhbha“ der Königin Maeve auf dem Gipfel des Knocknarea

Auf dem Bergrücken des Knocknarea befinden sich Cairns. Der größte wird Queen Maeve’s Grave genannt. Da dieser etwa 3000 Jahre v. Chr. errichtet wurde, kann es sich nicht um das Grab der sagenhaften keltischen Königin Maeve von Connacht handeln. 
Angeblich ist sie hier in aufrechter Position und in voller Rüstung mit dem Blick nach Norden, zu ihren Feinden in Ulster gewandt, begraben. Das wirkliche Grab wurde bisher nicht ausgegraben. Es ist aber unwahrscheinlich, dass die mythische Königin der Eisenzeit dort begraben liegt, weil das Grab ins Neolithikum datiert wird. Der Hügel stellt mit einem Durchmesser von 55 Metern und einer Höhe von 10 Metern einen der größten Grabhügel Irlands dar. Das Gewicht der verbauten Steine wird auf 40.000 Tonnen geschätzt. In der Nähe liegen der Knocknarea South Cairn, das Knocknarea South Alignment (eine Steinreihe) und der Knocknarea South Stone Circle (ein Steinkreis).
An der Flanke des Berges liegen Überreste von Rundhütten, die ebenfalls ins Neolithikum datiert werden, ebenso wie Gräben am Hang des Berges.
Ein Archäologe fand 2014 in einer schwer zugänglichen Höhle am Knocknarea 13 kleine Knochen und Fragmente eines steinzeitlichen Erwachsenen und eines Kindes. Sie gelten als Belege für die prähistorischen Praxis der Exkarnation, bei der der Verstorbene in einer Höhle niedergelegt gelegt, und nach Zersetzung der organischen Substanz, die Knochen an anderer Stelle deponiert wurden. Die Radiokarbondatierung hat gezeigt, dass die Skelettreste des Erwachsenen rund 5.500 Jahre und die des Kindes rund 5.200 Jahre alt sind, was sie zu den ältesten menschlichen Knochen im County Sligo macht. Die Countys Sligo und Leitrim sind Irlands wichtigste Höhlenregionen, aber nur wenige wurden bisher archäologisch untersucht. Der Kalksteinhügel hat 14 Höhlen auf der Nordseite. Die Schlucht auf der Südseite des Hügels und die reiche Meeresfauna waren für die Menschen seit dem Mesolithikum ein Anziehungspunkt.

## Umgebung
Südlich des Berges liegen mit Carrowmore und Carrowkeel weitere bedeutende megalithische Fundstätten aus der Jungsteinzeit.